# John Keehner
John Edward Keehner Jr. (ur. 19 listopada 1965 w Youngstown) – amerykański biskup rzymskokatolicki, biskup diecezjalny Sioux City od 2025.

## Życiorys
Święcenia kapłańskie przyjął 12 czerwca 1993 i został inkardynowany do diecezji Youngstown. Uzyskał licencjat z prawa kanonicznego na Papieskim Uniwersytecie Świętego Tomasza z Akwinu.
12 lutego 2025 papież Franciszek mianował go biskupem Sioux City. Sakry udzielił mu 1 maja 2025 metropolita Dubuque – arcybiskup Thomas Zinkula.